# Puerto Rico (trò chơi)
Puerto Rico là một trò chơi kiểu Đức do Andreas Seyfarth thiết kế và được Alea xuất bản năm 2002 bằng tiếng Đức, được Rio Grande Games xuất bản bằng tiếng Anh và Κάισσα bằng tiếng Hy Lạp. Người chơi đóng vai thống đốc đảo Puerto Rico trong giai đoạn hậu Caribbean. Mục tiêu của trò chơi là có số điểm cao nhất thông qua việc xuất khẩu hàng hóa hoặc xây dựng các công trình.
Puerto Rico có thể chơi với 3-5 người chơi, mặc dù có một phiên bản cho phép chơi 2 người. Có một bản mở rộng chính thức có thêm tòa nhà mới có thể đổi chỗ cho hoặc được sử dụng cùng với những công trình trong trò chơi gốc. Vào tháng 2 năm 2004, Andreas Seyfarth phát hành một trò chơi thẻ bài riêng biệt gọi là San Juan dựa trên Puerto Rico và phát hành bởi cùng công ty. Puerto Rico là một trong những trò chơi được đánh giá cao nhất trên BoardGameGeek.

## Giải thưởng
- Deutscher Spiele Preis, Giành giải năm 2002
- Essen Feather, Giành giải năm 2002
- Spiel des Jahres, Đề cử năm 2002
- International Gamers Award (General strategy, Multiplayer Category), Giành giải năm 2003
- BoardGameGeek, Number #1 Rated Game. 2003 - ngày 17 tháng 8 năm 2008 and ngày 1 tháng 3 năm 2010 – December 2010
- BoardGameGeek, Number #2 Rated Game. ngày 18 tháng 8 năm 2008 - ngày 28 tháng 2 năm 2010 and December 2010 – unknown. Currently, #6 rated game.